# فولکه بولین
فولکه بولین (انگلیسی: Folke Bohlin؛ ۲۰ مارس ۱۹۰۳ – ۱۲ ژوئن ۱۹۷۲) قایقران قایق بادبانی اهل سوئد بود.